# Dolní Rychnov
Dolní Rychnov (en allemand : Unter Reichenau) est une commune du district de Sokolov, dans la région de Karlovy Vary, en République tchèque. Sa population s'élevait à 1 314 habitants en 2020.

## Géographie
Dolní Rychnov se trouve à 2 km au sud-ouest du centre de Sokolov, à 18 km à l'ouest-sud-ouest de Karlovy Vary et à 130 km à l’ouest-nord-ouest de Prague.
La commune est limitée par Sokolov au nord et à l'est, par Březová au sud et à l'ouest.

## Histoire
La première mention écrite de la localité date de 1309.